# 丁向荣
丁向荣，男，中共黨員，中國大陸軍事、政治人物，中國人民解放軍陸軍軍官。

## 生平
根據公開資料顯示丁氏是长期在军委机关任职，中國人民解放軍少將軍階，
歷任中央军委法制局局长、天津警備區司令員、中央军委办公厅副主任等職務。     